# Чистух Володимир Ярославович
Чистух Володимир Ярославович (4 липня 1957, с. Яблунівка, Підгаєцький район, Тернопільська область) - український педагог, краєзнавець.

## Біографія
Народився 4 липня 1957 року у с. Яблунівка  нині Підгаєцька міська громада Тернопільського району Тернопільської області.
Навчався в Яблунівській початковій та Завалівській середній школах. У 1979 році закінчив Тернопільський педагогічний інститут (нині ТНПУ ім. Гнатюка). У 1991 - Одеський інститут політології та соціального управління.
Працював на різних посадах. З 1995 до 2000 - директор Завалівської загальноосвітньої школи І–ІІІ ступенів, з 2000 по 2017 - вчитель математики та фізики цієї ж школи.
Автор понад 50 публікацій у видавництві "Шкільний світ" (м. Київ), газетах; співавтор книги "Село Завалів в історичних подіях та біографіях знаних людей" (2008, 2010), "Село над Золотою липою: історичні події, легенди, перекази, поезії" (2014)
З 2007 року - вчитель-методист. Лауреат всеукраїнських конкурсів "Панорама творчих уроків" (2008, 2009, 2014, 2015) і "Учитель року-2009".
Член Національної спілки краєзнавців України (2015)
Делегат першого Всеукраїнського з"їзду вчителів математики (2012)
Лауреат Тернопільської обласної премії в галузі культури імені Петра Медведика в номінації "Краєзнавство" (2018)

## Доробок
1. Про Івана Франка на уроках математики. Інтегрований урок з математики, української літератури та музики, 5 клас [Текст] : міжпредметні зв'язки / В.Чистух // Математика. Шкільний світ. – 2006. – № 18. – С. 13–18.
2. Чистух В. Внесок українських учених у розвиток космонавтики. Урок-конференція // Фізика. — № 7. — Березень 2006.
3. Чистух В. Дрогобицький звіздар. Пам'яті Юрія Дрогобича / В. Чистух // Фізика. – 2008. – Травень (№ 15). – С. 8–12.
4. Чистух В. "Люди, мовчки встаньмо на хвилину" : роковиниЧорнобильської трагедії / В. Чистух // Шкільний світ. – 2008. – № 25-28. – С. 51-55.
5. Чистух В.Я., Бартіш С.В. Село Завалів в історичних подіях та біографіях знаних людей. ТзОВ «Видавництво Астон», 2010.
6. Теодор Гула: це ім'я потрібно знати [Текст] : із пошукової роботи / В. Чистух / Фізика. Шкільний світ. – 2010. – № 6. – С. 31-35.
7. Чистух В. Дорога в космос. До 50-річчя першого пілотованого космічного польоту//Фізика. — №5. — Лютий 2011.
8. Елементи прикладної математики : до140 річчя від дня народження Лесі Українки : інтегрований урок алгебри та української літератури, 9 клас / В.Чистух // Математика : Українська газета для вчителів. - 2011. - № 9. - С. 14-19
9. Чистух В. Український віраж на космічній орбіті. Учнівська конференція до Всесвітнього дня авіації та космонавтики // Позакласні заходи з фізики. – К.: Редакції газет природничо-математичного циклу, 2012. – 120с. – (Бібліотека «Шкільного світу»)
10. Чистух В.Я. Майстер-клас учителя математики: нестандартні уроки та позакласні заходи. - Тернопіль: Підручники і посібники, 2014. - 144 с.
11. Чистух В.Я. Майстер-клас учителя фізики: позакласні заходи. - Тернопіль: Підручники і посібники, 2016. - 160 с.
12. Два образи в церкві Завалівській [Текст] / В. Чистух // Вільне життя плюс. - 2016. - 30 берез. - С. 5
13. Завалівські приятелі Каменяра [Текст] / В. Чистух // Вільне життя плюс. - 2016. - 16 верес. - С. 6
14. Чорнобиль: наш гріх і біль... : реквієм до 30-ї річниці Чорнобил. трагедії / Володимир Чистух. // Шкільний світ [Текст] : всеукр. газ. для вчителів. - Київ : Шк. світ, 2016, № 5 - С. 35-41
15. Чистух В. Юрій Котермак (Дрогобич) / Володимир Чистух // Фізика. – 2016. – Січень (№ 1). – С. 13–17.
16. Чистух В. Завалівське коріння Блаженнішого Любомира Гузара; упоряд. Марія Рипан; фот. з архіву родини Гузарів. — Львів: Свічадо, 2017. — 64 с.
17. Іван Франко та Дмитро Гузар [Текст] : [про відвідини Іваном Франком с. Завалова на Тернопільщині] / В. Чистух // Вільне життя плюс. - 2018. - N 49(22 черв.). - С. 2
18. І ти, Антоне, серед нас [Текст] : до 140-річчя від дня народження народного художника України Антона Монастирського / В. Чистух // Вільне життя плюс. - 2018. - N 87 (9 листоп.). - С. 8
19. Завалівськими стежками Оксани Сенатович [Текст] / упоряд. Володимир Чистух та Світлана Бартіш ; [відред. І. В. Лучук]. - Тернопіль : Підручники і посібники, 2018. - 79 с. : фот.
20. Чистух В. Франко і Гузар: єднання поколінь. - Тернопіль: Астон, 2019. - 88 ст.
21. Цюрпіта В. В., Чистух В. Я. ЗАВА́ЛІВ // Енциклопедія Сучасної України
22. Чистух В. Спасибі, Вчителю. Ігор Євгенович Сиван. - Тернопіль. 2021. - 64 ст.
23. Чистух В. Моє рідне село Яблунівка. - Тернопіль. 2022. - 144 ст.